# صاریغ شهدخوار
صاریغ شهدخوار (نام علمی: Tarsipes rostratus) کیسه‌دار ریزجثه‌ای ساکن جنوب غربی استرالیا است که از شهد و گرده گلها و گیاهان تغذیه می‌کند. این جانور تنها عضو سرده و تیره خود است.
صاریغ شهدخوار طولی میان ۹۰–۶۵ میلی‌متر دارد و وزنش به ۱۶–۸ گرم می‌رسد. سر آن به رنگ قهوه‌ای است و بدن آن نیز به رنگ قهوه‌ای خاکستری. بر روی پشت سه خط راه‌راه تاریک وجود دارد که خط میانی، که به رنگ سیاه کامل است، از بالای سر تا به انتهای دم کشیده می‌شود. این جانوران بر روی درختان و بوته‌ها زندگی می‌کنند.